# Alauya Alonto
Alauya Alonto (Ditsaan-Ramain, ? - ?) was een Filipijns Sultan en politicus. 

## Biografie
Alauya Alonto werd kort voor de uitbraak van de Filipijnse revolutie geboren in Ditsaan-Ramain in de Filipijnse provincie Lanao. Hij was een zoon van Datu Alonto Maruhom en Dayang Imamadil. Alonto studeerde bij Hadji Nosca Nalum en volgde later een opleiding Arabische literatuur en jurisprudentie. In 1912 werd Alonto Sultan van Ramain. Hij was oprichter van de Filipinista Party. Vanaf 1918 werd dit de Nacionalista-Filipinista Party. Vanaf 1924 was hij Municipal Manager onder de Philippine Indenpendece Commission en in 1928 werd hij speciaal afgezant voor de Filipijnse overheid.
In 1934 werd Alonto door de Amerikaanse gouverneur-generaal van de Filipijnen Frank Murphy namens het kiesdistrict van Lanao benoemd tot lid van het Filipijns Huis van Afgevaardigden. Ook was hij namens Lanao lid van de Constitutionele Conventie, waar de Filipijnse Grondwet werd ontworpen en vastgesteld. Na de raticifcatie van de Grondwet en de oprichting van het Gemenebest van de Filipijnen werden de Senaat en het Huis van Afgevaardigden samengevoegd tot een Nationale Assemblee van de Filipijnen. Hierdoor eindigde de termijn van Alonto in het Huis in 1935. 
Bij de verkiezingen van 1941 werd Alonto gekozen in de Senaat van de Filipijnen. Dit 2e Congres van de Filipijnse Gemenebest zou echter pas in 1945, na de Japanse bezetting, in zitting gaan. Alonto behoorde tot het groepje van acht senatoren, waarvan in 1945 bij loting werd bepaald dat hun termijn in de Senaat de maximale zes jaar zou duren tot 30 december 1947.
Alonto was getrouwd met Bariga Alaldagi en kreeg met haar zes kinderen, onder wie senator Domocao Alonto en gouverneur Madki Alonto

### Boeken
- Felixberto G. Bustos, Abelardo J. Fajardo (1934 New Philippines; a book on the building up of a new nation, Carmelo & Bauermann, Inc. (1934)
- Miguel R. Cornejo (1939) Cornejo's Commonwealth directory of the Philippines, Encyclopedic ed., Manilla
- Remigio Agpalo, Bernadita Churchill, Peronilla Bn. Daroy en Samuel Tan (1997), The Philippine Senate, Dick Baldovino Enterprises

### Websites
- Online Roster of Philippine Legislators, website Filipijns Huis van Afgevaardigden (geraadpleegd op 5 augustus 2015)
- Biografie Alauya Alonto, website Senaat van de Filipijnen (geraadpleegd op 5 augustus 2015)